# Армін Паппергер
Армін Теодор Паппергер (нім. Armin Papperger; 30 січня 1963, Майнбург) — німецький менеджер і генеральний директор компанії Rheinmetall AG, що котирується на DAX. З 2014 року він також є президентом Федеральної асоціації німецької безпеки та оборонної промисловості (BDSV).

## Біографія
Паппергер вивчав машинобудування в Університеті Дуйсбурга з акцентом на молекулярну газову динаміку, технологію виробництва та матеріалознавство та здобув ступінь інженера.
Після закінчення навчання він почав свою професійну кар'єру в 1990 році в управлінні якістю на тодішньому Rheinmetall GmbH (завод Unterlüß) як керівник групи випробувань матеріалів. У 1992 році він перейшов на завод Rheinmetall GmbH в Дюссельдорфі на посаду заступника начальника відділу контролю якості, а в 1998 році став заступником начальника головного відділу управління якістю. Після різних посад у керівництві дочірніми компаніями, з 2010 року він відповідав за системи транспортних засобів, а також за сектор зброї та боєприпасів як член правління відділу оборони. На початку 2012 року він став головою ради директорів оборонного підрозділу і, таким чином, членом правління групи Rheinmetall AG. Rheinmetall призначив його генеральним директором 1 січня 2013 року

### Приватне життя
Паппергер одружений і має двох дорослих дочок.

## Підприємницька діяльність
З 2013 року Паппергер відіграє ключову роль у просуванні міжнародної діяльності групи Rheinmetall. Одним з його найбільших підприємницьких успіхів є стратегічна перебудова Rheinmetall, про яку оголосили в 2021 році і яка передбачала перетворення на інтегровану технологічну групу.
Попередній поділ на автомобільний та оборонний підрозділи усунули. Подальшого розширення набула передача технологій між військовими та цивільними підрозділами. Відтоді перспективні розробки впроваджуються в різних підрозділах Групи відповідно до наявного попиту. Цивільна діяльність Групи (раніше об'єднана в автомобільний підрозділ) спрямована на подолання залежності від двигуна внутрішнього згоряння і зосереджена на електрифікації автомобільної трансмісії, ефективному терморегулюванні та відновлюваних джерелах енергії, особливо водневій технології.
Rheinmetall зареєстровано в MDAX з 1996 року до 19 березня 2023 року, а в DAX — з 20 березня 2023 року.
Включення групи в DAX є свідченням збільшення значення, яке Rheinmetall має з початку російського вторгнення в Україну 24 лютого 2022 року. З осені 2021 року до весни 2024 року ціна акцій Rheinmetall AG зросла приблизно в сім разів на тлі збільшення потреби у військовій техніці; ринкова капіталізація компанії в травні 2024 року становила понад 22 мільярди євро.

## Імовірний замах на Паппергера
2024 року розвідка США розкрила плани російського уряду вбити керівників європейської оборонної промисловості (зокрема, й Паппергера), які підтримували Україну в російсько-українській війні. Німецька спецслужба була поінформована про плани замаху від розвідки США. Тоді було зірвано замах на Паппергера. За даними Der Spiegel, високопоставлені німецькі чиновники назвали розмову про напад надто різким формулюванням.